# Lamprohiza paulinoi
O pirilampo grande de lunetas (Lamprohiza paulinoi) é uma espécie de insetos coleópteros polífagos pertencente à família Lampyridae.
A autoridade científica da espécie é Olivier, tendo sido descrita no ano de 1884.
Trata-se de uma espécie presente no território português.